# フェルナンド・サンチェス
フェルナンド・サンチェス・シピトリア（Fernando Sánchez Cipitria、1971年9月12日 - ）は、スペイン・マドリード出身の元サッカー選手、サッカー指導者。現役時代のポジションはMF。

## クラブ経歴
レアル・マドリードのカンテラで育成されるも、トップチーム昇格は叶わず、当時ラ・リーガに所属していたレアル・バリャドリードでプロデビューを果たす。1996-97シーズン、キャリアハイとなるリーグ戦11ゴールを挙げてクラブのUEFAカップ出場権獲得に貢献したが、翌シーズンはレアル・ベティスに移籍した 。1999年には当時黄金期を迎えていたデポルティーボ・ラ・コルーニャに移籍したが、満足いく出場機会が得られず、3つのクラブにレンタル移籍をして現役を引退した。

## 代表経歴
フェルナンドはスペイン代表で2試合に出場しており、初キャップは1998年1月28日のフランス代表との親善試合だった。

## 指導者経歴
現役引退後、フェルナンドは主にユース世代の育成に関わるようになった。2012年には広州足球倶楽部のサッカースクールにおける統括部長兼ヘッドコーチに就任し、中国サッカー界の発展に尽力した 。
2018年には新疆天山雪豹のユースチームに移り、2019年1月1日、新疆天山雪豹のトップチームの監督に就任した。